# Piper rubroglandulosum
Piper rubroglandulosum är en pepparväxtart som beskrevs av Chaveer. & Mokkamul. Piper rubroglandulosum ingår i släktet Piper och familjen pepparväxter. Inga underarter finns listade i Catalogue of Life.